# Русское масонство. XVIII и I четверть XIX в. (книга)
«Русское масонство. XVIII и I четверть XIX в.» — книга Александра Николаевича Пыпина (1833—1904) по истории масонства.

## История издания
Книга создана под редакцией и с примечаниями Г. В. Вернадского — специалиста по масонству начала XX в. Вышла в 1916 году в Петроградском издательстве «Огни».

## Содержание
В книге Пыпина собраны старые статьи, многолетние работы автора по истории русского масонства: «Общие замечания о русском масонстве», «Первые ложи в России», «Масонский ритуал», «Розенкрейцерство», «Иллюминатство и московские мартинисты в представлении Екатерины II», указатель русских лож от введения масонства до его запрещения (1717—1829).
Пыпин основывал свои очерки на трудах коллег — М. Н. Лонгинова, П. П. Пекарского, С. В. Ешевского. Затем текст Пыпина был отредактирован Г. В. Вернадским, добавлены примечания. В своей книге Пыпин рассказывает об истории мистики, орденов, различных направлениях оккультных учений и магии.

## Издание
- Пыпин А. Н. Русское масонство: XVIII и первая четверть XIX в. / Ред., предисл. и примеч. Г. В. Вернадского. — Пг.: Огни, 1916. — 575 c.: табл.

## Переиздание
- Пыпин А. Н. Русское масонство. XVIII и I четверть XIX в. / Ред. и прим. Г. В. Вернадского. — Петроград: изд. «Огни», 1916. — 580 с. — Альфарет, 2008.